# Rasen (film)
Rasen is een horrorfilm uit 1998, gemaakt onder regie van Jôji Iida, die ook het script schreef. De film duurt 99 minuten. Kôji Suzuki, de schrijver van het boek, heeft een cameo in deze film. De film is het vervolg op Ringu.

## Verhaal
Na de gruwelijke gebeurtenissen uit de eerste film besluit Dr. Mitsuo Andou een autopsie op Ryuji Takayama's lichaam te doen. Andou vindt een papiertje met een cryptische boodschap in de maag en als hij een onderzoek instelt ontdekt Andou de dodelijke videoband. Hij besluit de video te bekijken en al gauw beginnen er om hem heen rare dingen te gebeuren.

## Rolverdeling
| Acteur            | Personage          |
| ----------------- | ------------------ |
| Koichi Sato       | Dokter Mitsuo Ando |
| Miki Nakatani     | Mai Takano         |
| Hinako Saeki      | Sadako Yamamura    |
| Shingo Tsurumi    | Miyashita          |
| Nanako Matsushima | Reiko Asakawa      |
| Hiroyuki Sanada   | Ryuji Takayama     |
| Yutaka Matsushige | Yoshino            |